# Encheiridion
Encheiridion là một chi thực vật có hoa trong họ, Orchidaceae.